# Dongping (socken i Kina, Shandong)
Dongping (kinesiska: 东平街道, 东平) är en socken i Kina. Den ligger i provinsen Shandong, i den östra delen av landet, omkring 94 kilometer sydväst om provinshuvudstaden Jinan. Antalet invånare är 147 097. Befolkningen består av 73 870 kvinnor och 73 227 män. Barn under 15 år utgör 16,0 %, vuxna 15-64 år 74 %, och äldre över 65 år 8,0 %.
Genomsnittlig årsnederbörd är 737 millimeter. Den regnigaste månaden är juli, med i genomsnitt 241 mm nederbörd, och den torraste är januari, med 6 mm nederbörd.